# Hal (architectuur)

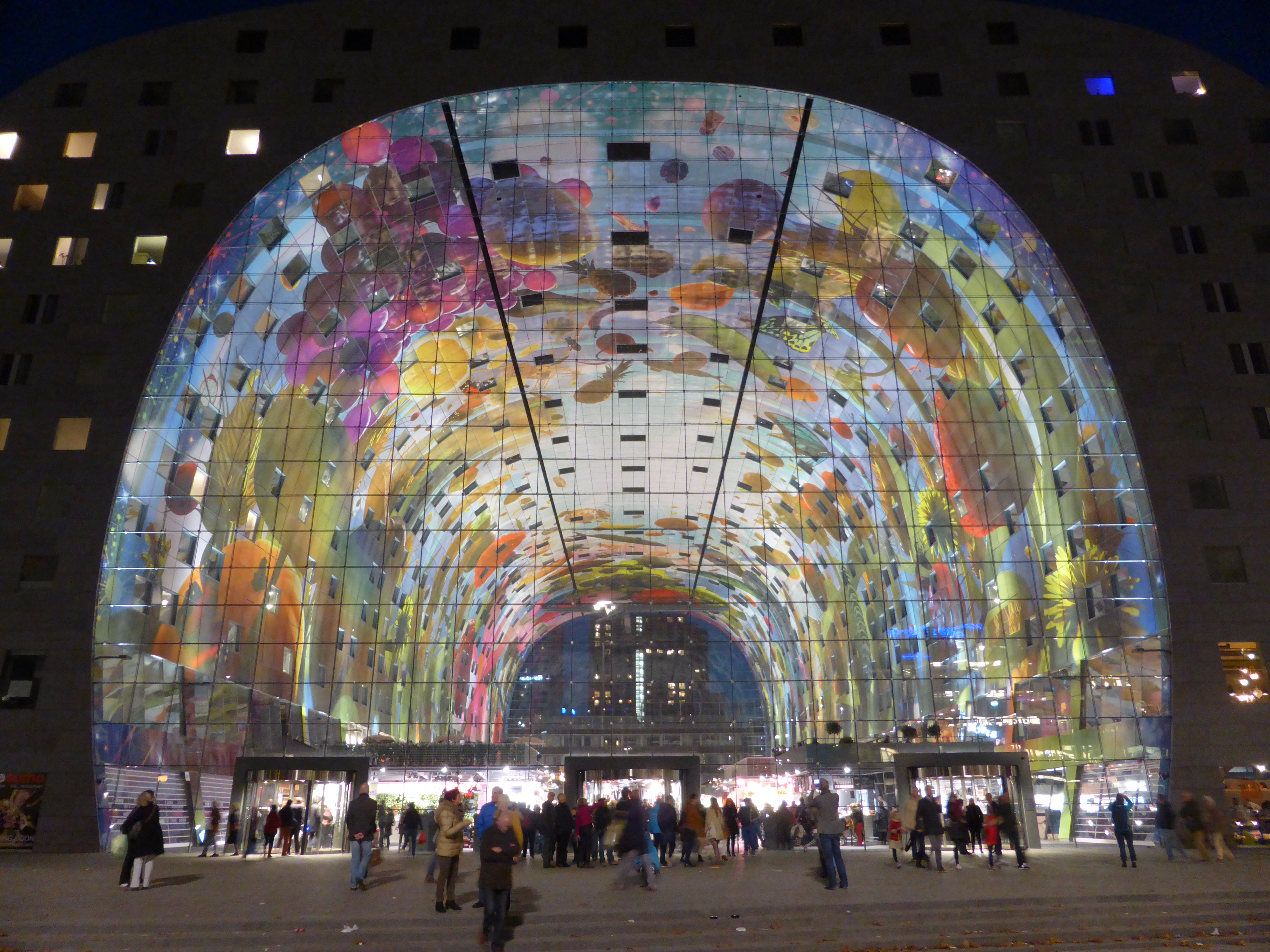
De Markthal in Rotterdam.

Een hal is een grote overdekte ruimte, meestal rondom afgesloten door muren. Bij sommige hallen zijn een of twee zijdes open. Een hal kan onderdeel van een groter gebouw zijn.

## Geschiedenis
Het neolithisch langhuis, waaruit later het hallenhuis ontstond, was eigenlijk al een hal. Vrijwel alle grote beschavingen in de oudheid bouwden hallen. Bekende voorbeelden zijn de zuilenhallen in het Ramesseum in het Oude Egypte en in het paleis van Knossos ten tijde van de Minoïsche beschaving. In het oude Griekenland werd de eerste "moderne" hal gebouwd, de zogenaamde basilica die voornamelijk bekend is uit de Romeinse tijd, waaruit zich in de middeleeuwen de hallenkerk en markthal ontwikkelden. Een ander bekend haltype uit de middeleeuwen is de ridderzaal.

## Moderne tijd
In de moderne tijd worden hallen voor vele verschillende toepassingen gebouwd, zoals fabriekshallen, machinehallen, distributiecentra, kunsthallen, sporthallen, evenementenhallen, treinhallen en luchthaventerminals.

## Grootste hal ter wereld
In Everett (Washington) bevindt zich de grootste hal ter wereld; de assemblagehal van vliegtuigbouwer Boeing. De voormalige zeppelinhangar "Aerium", heden Tropical Islands Resort, is de grootste vrijstaande hal in de wereld.
- Gemeinsame Normdatei: 4023023-5
- Nationale Bibliotheek van Tsjechië: ph120641